# Zabytki w Sandomierzu

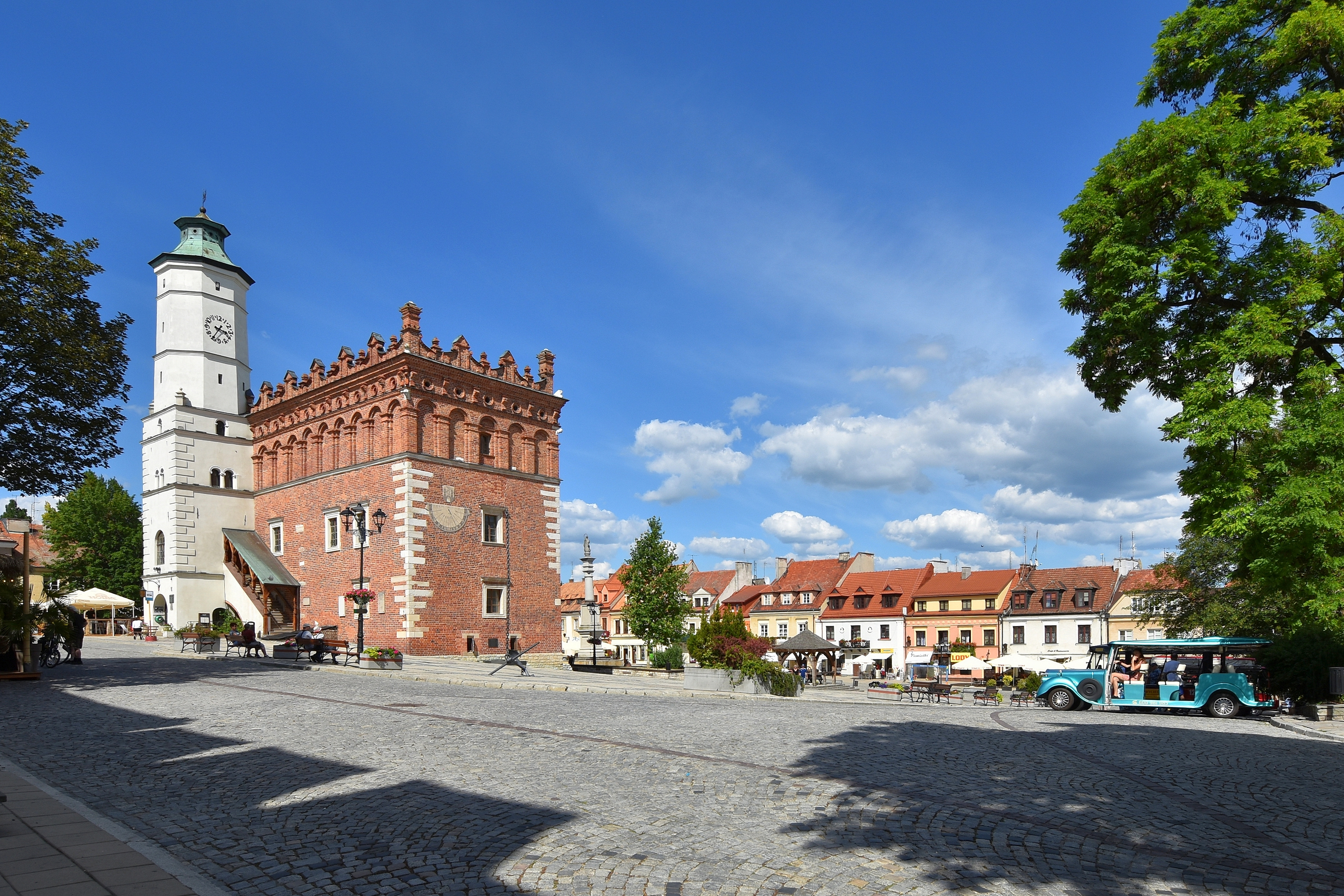
Rynek z ratuszem

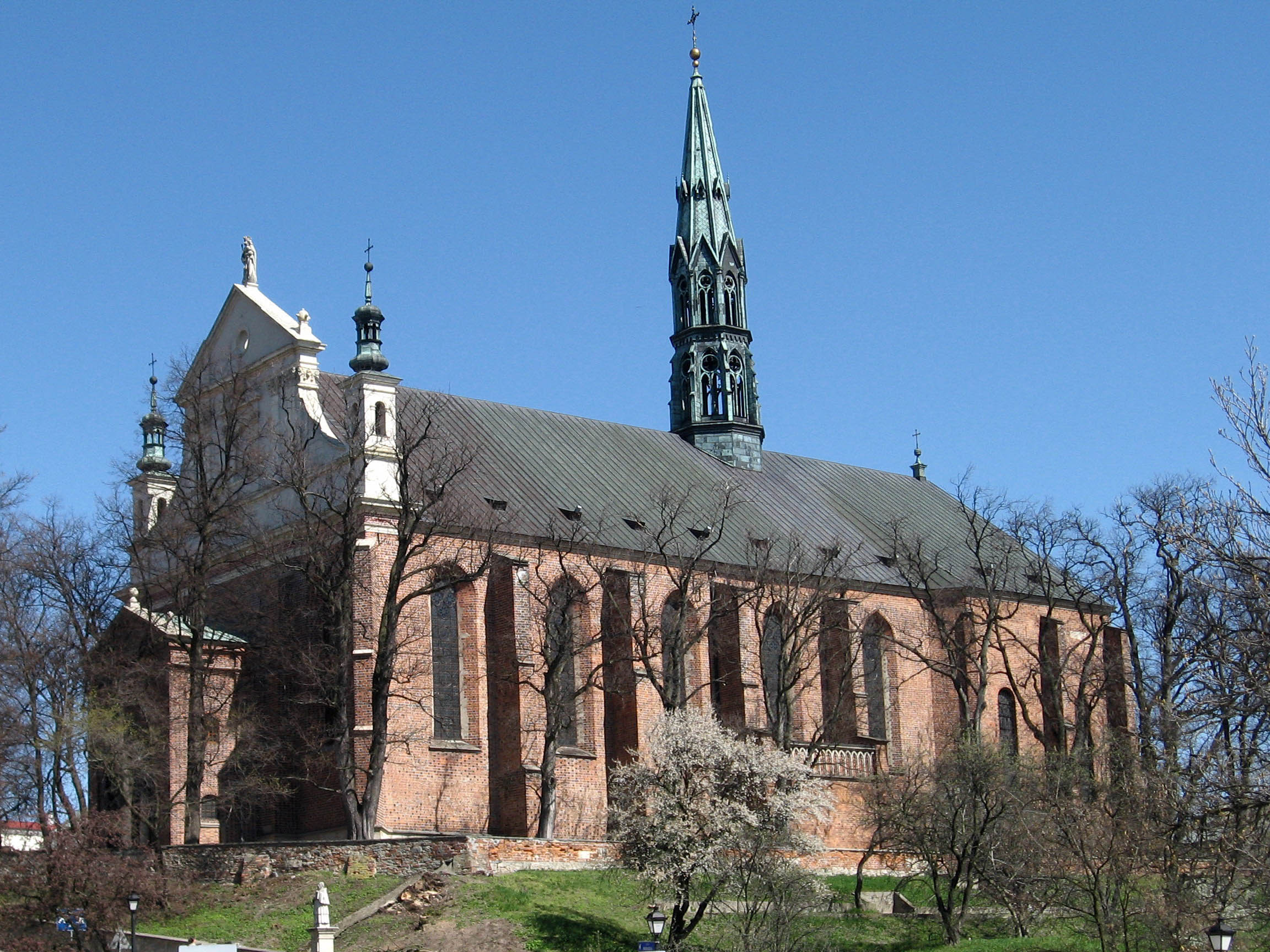
Katedra z XIV-XVII wieku

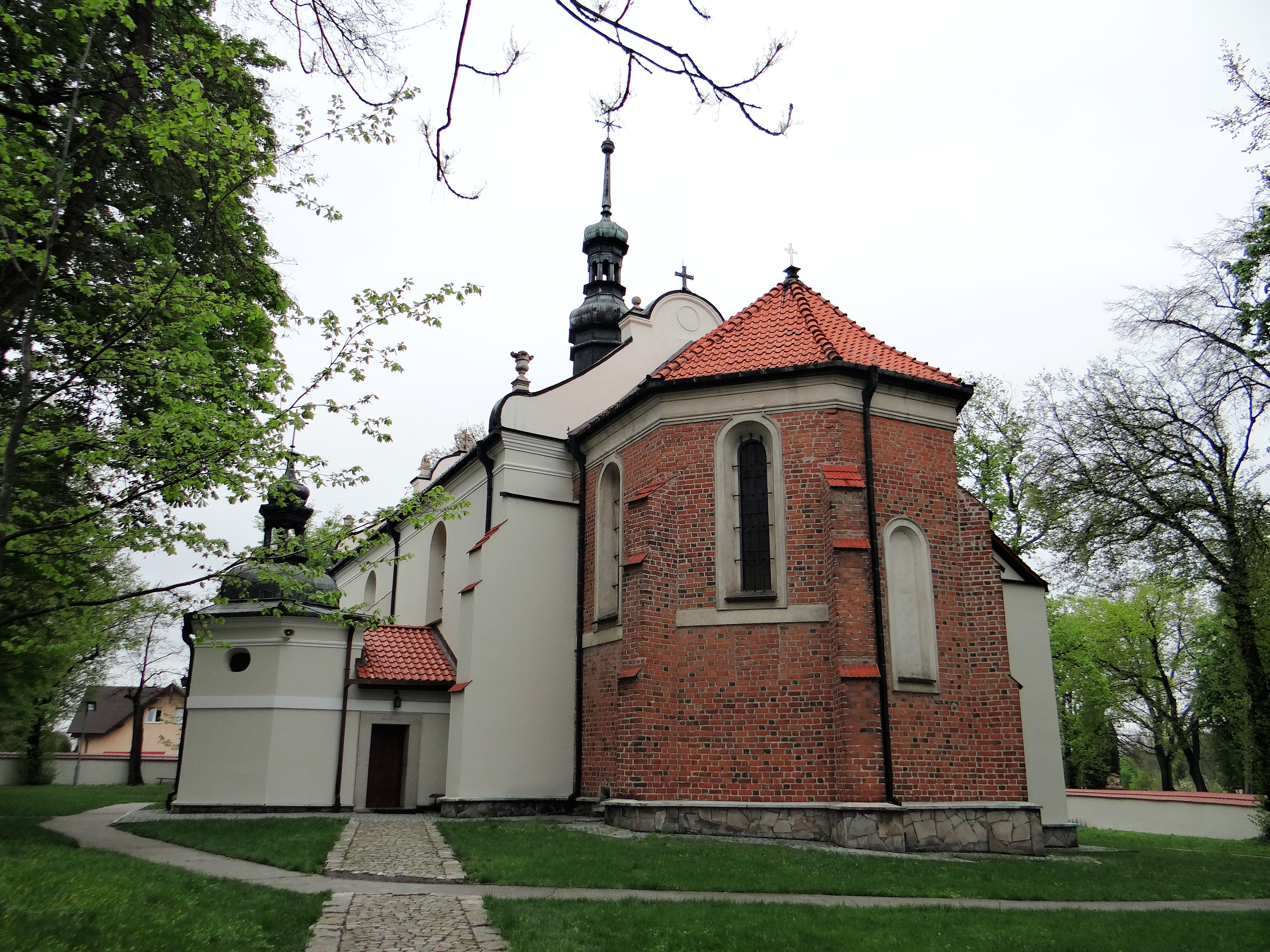
Kościół Nawrócenia św. Pawła

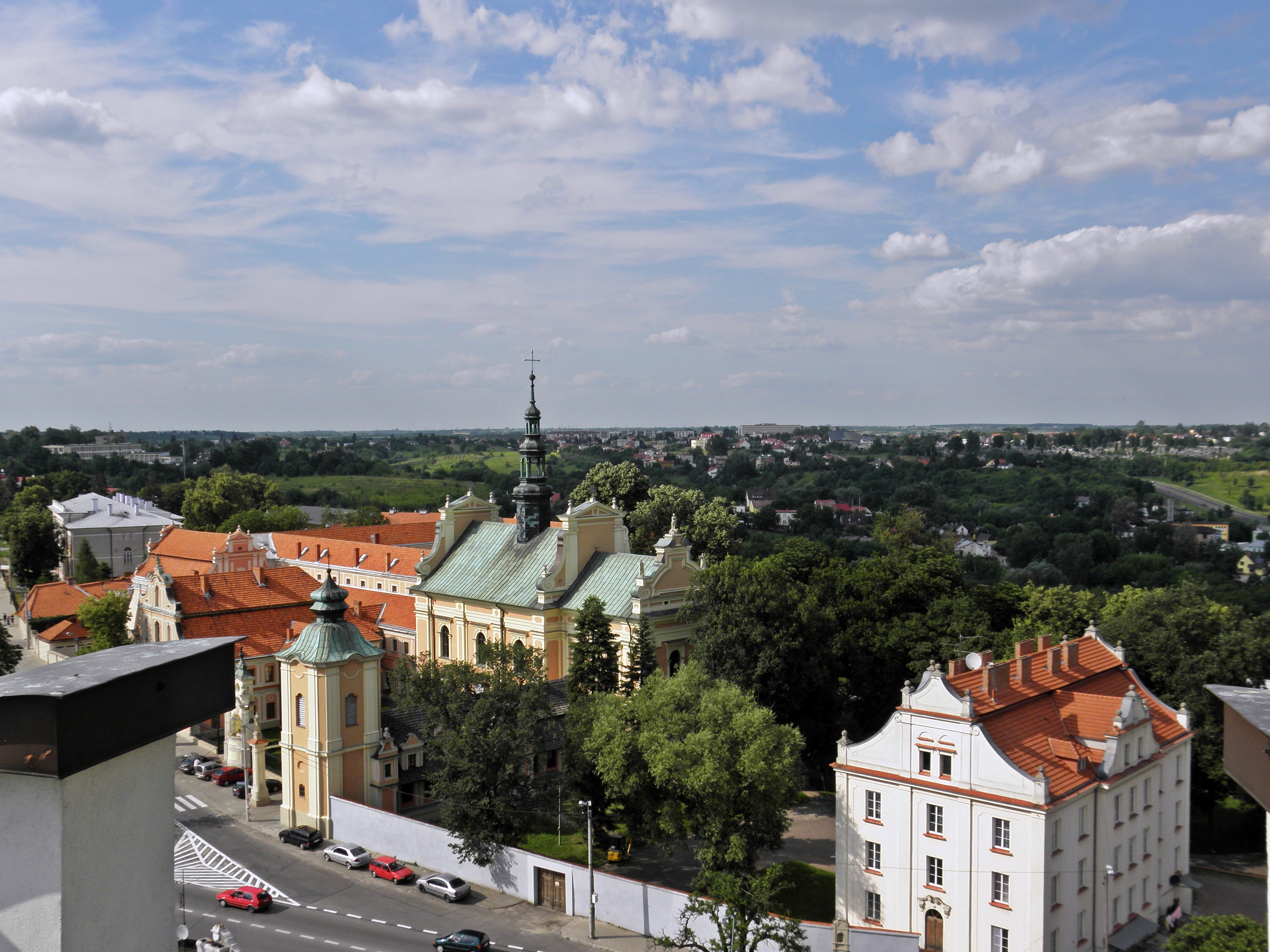
Kościół św. Michała Archanioła i Wyższe Seminarium Duchowne w dawnym zespole klasztornym benedyktynek

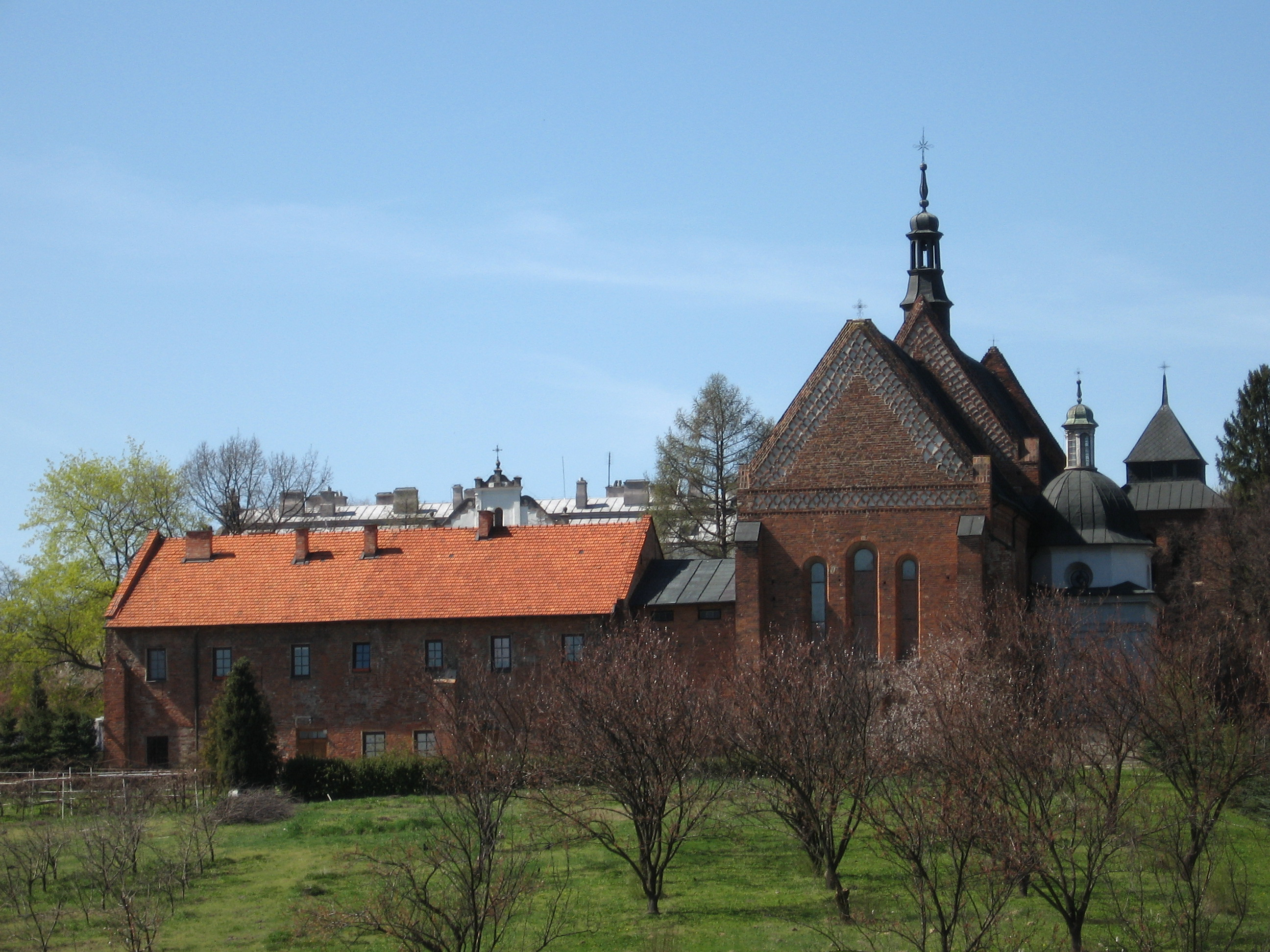
Kościół romański św. Jakuba z 1226 r.

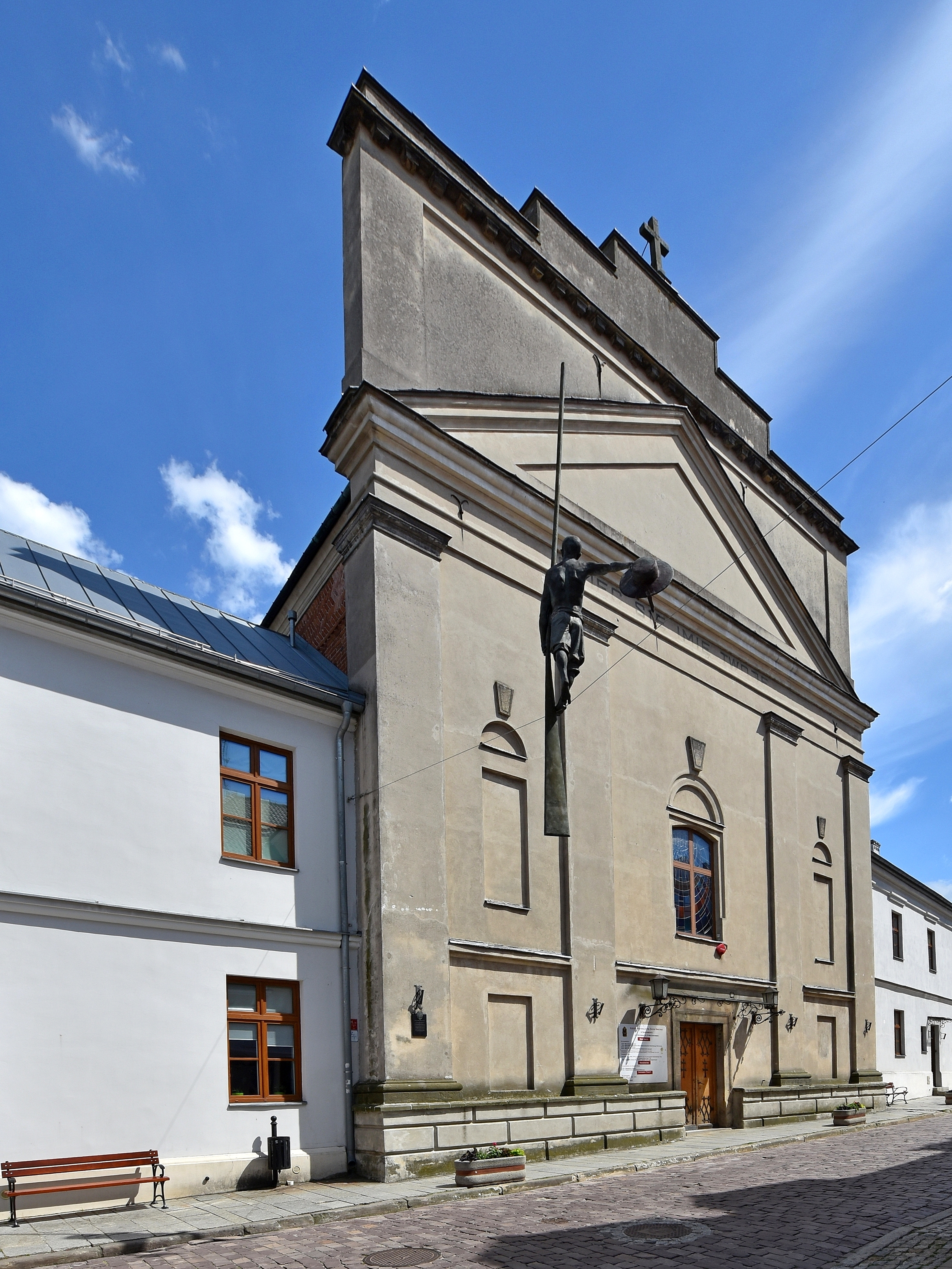
Kościół Świętego Ducha (XV-XIX w.)

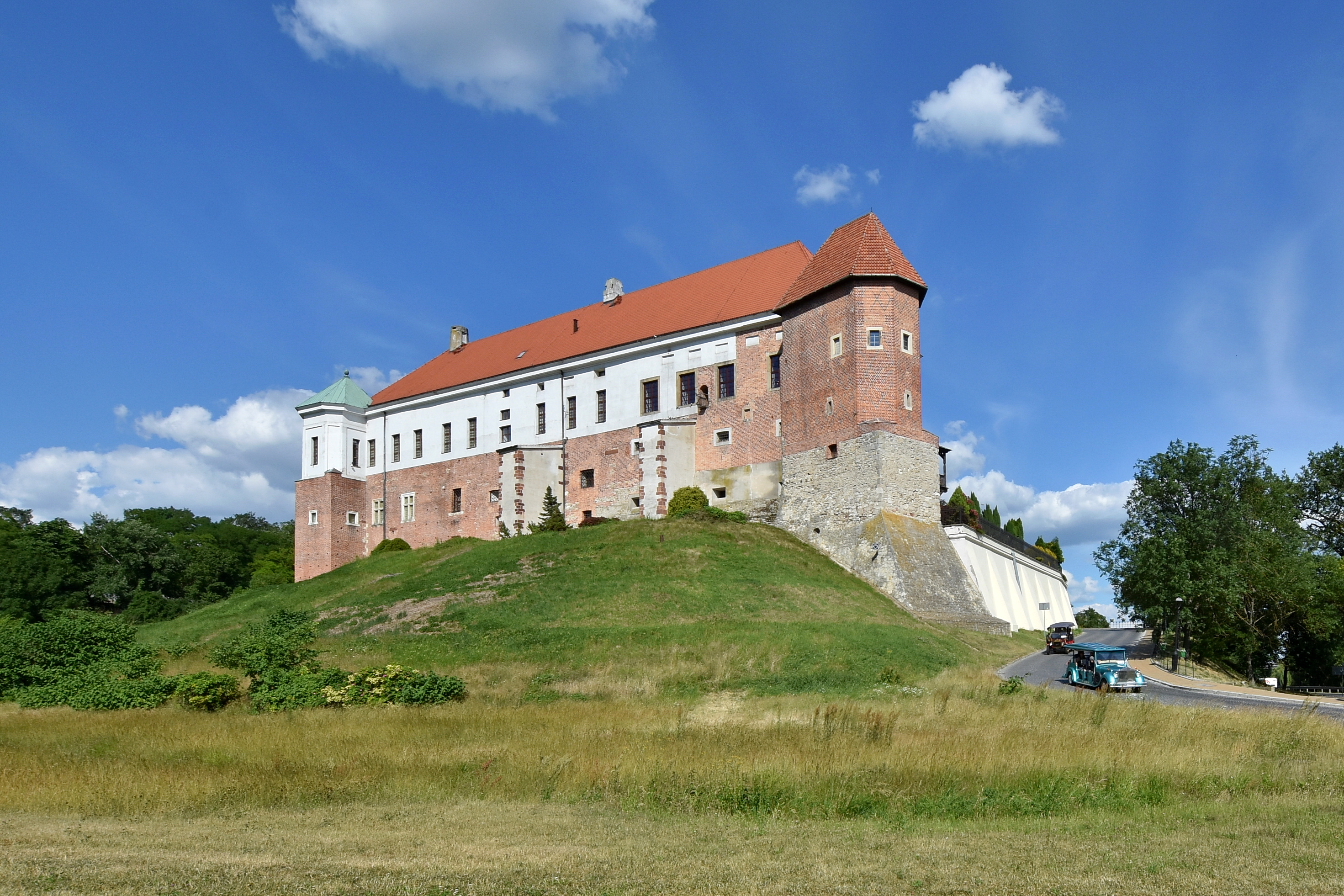
Zamek królewski (XIV w., 1480, 1520, XIX) – obecnie Muzeum Zamkowe

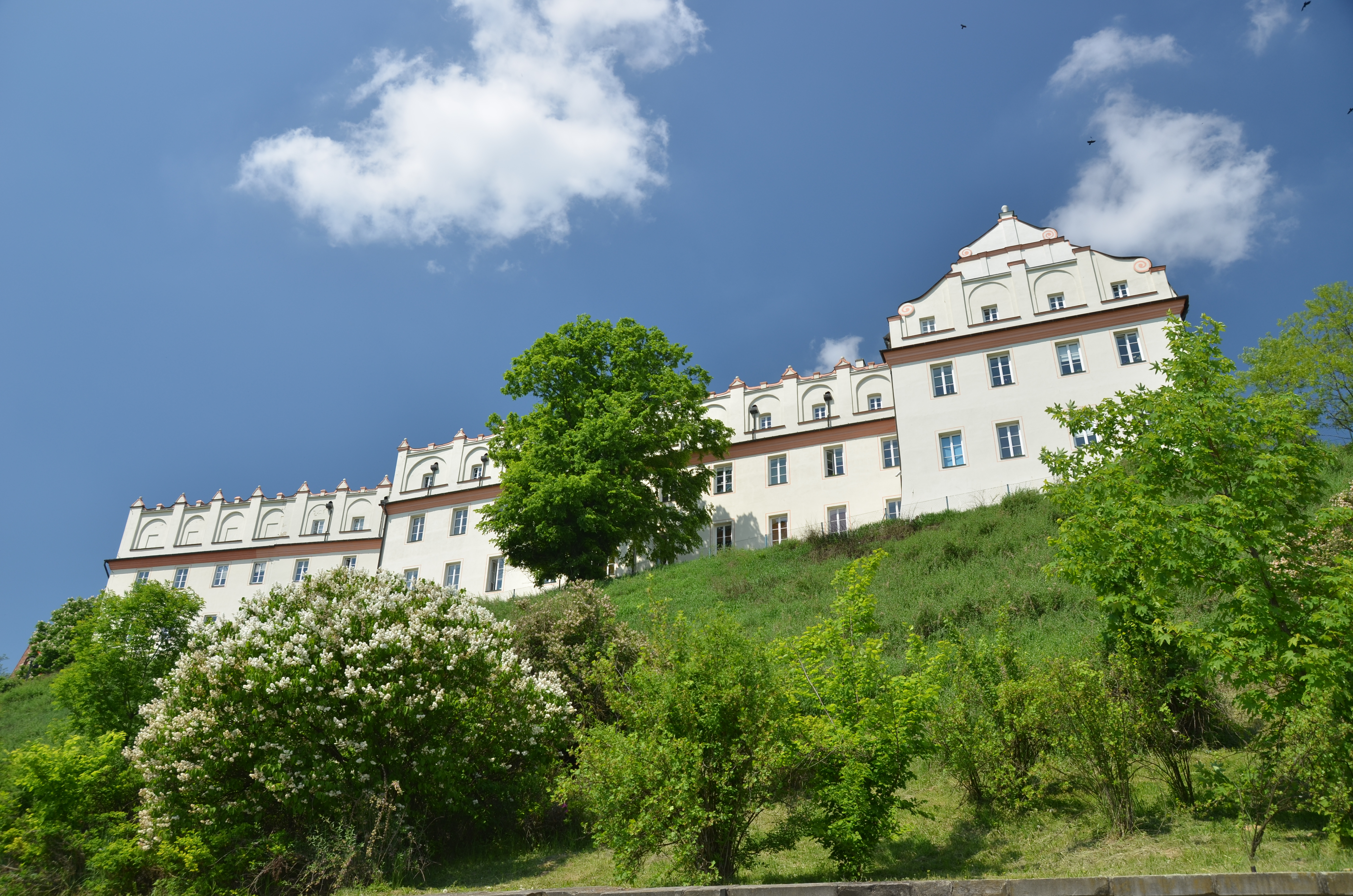
Collegium Gostomianum – kolegium jezuickie z 1602 r.

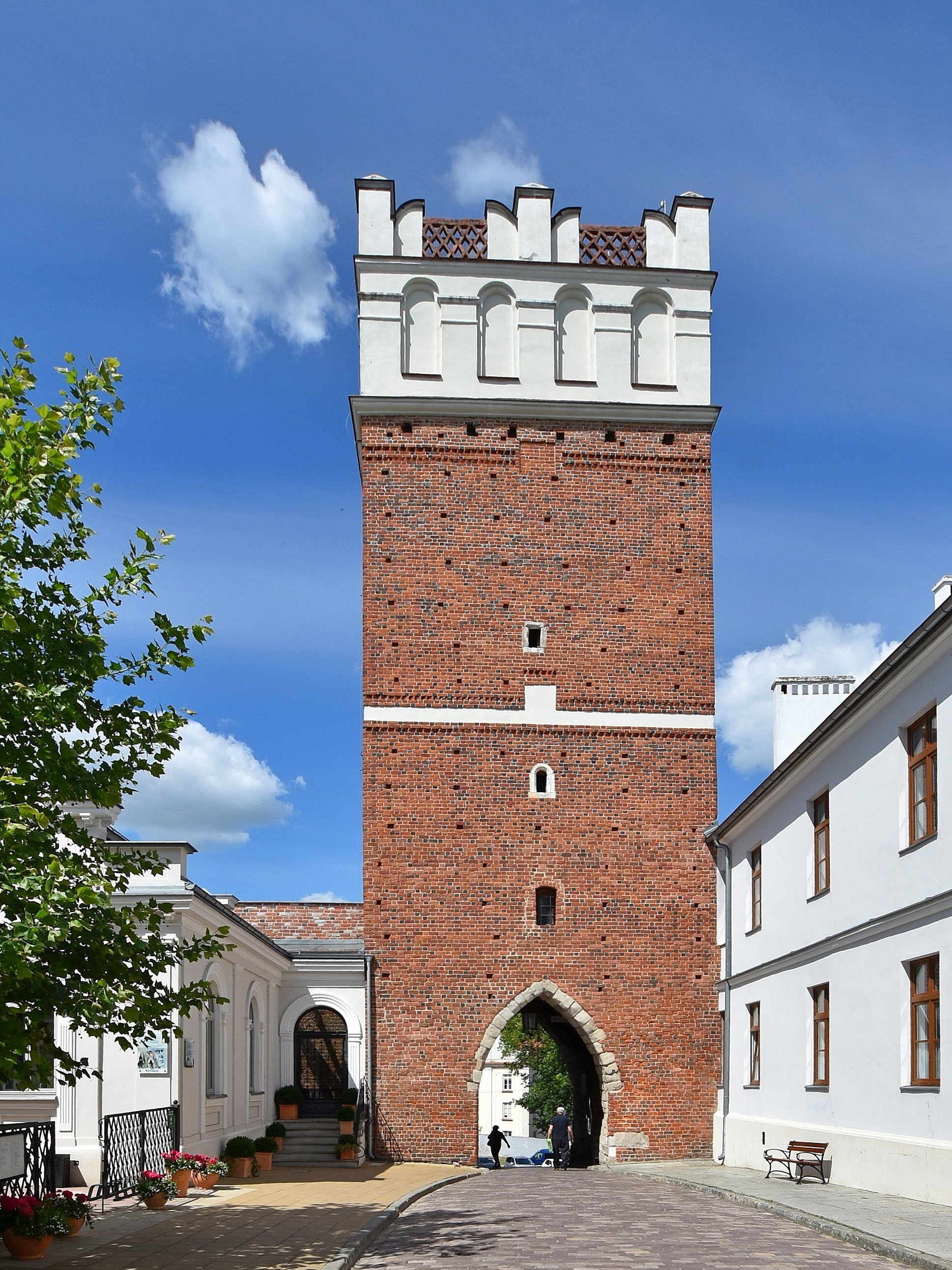
Brama Opatowska

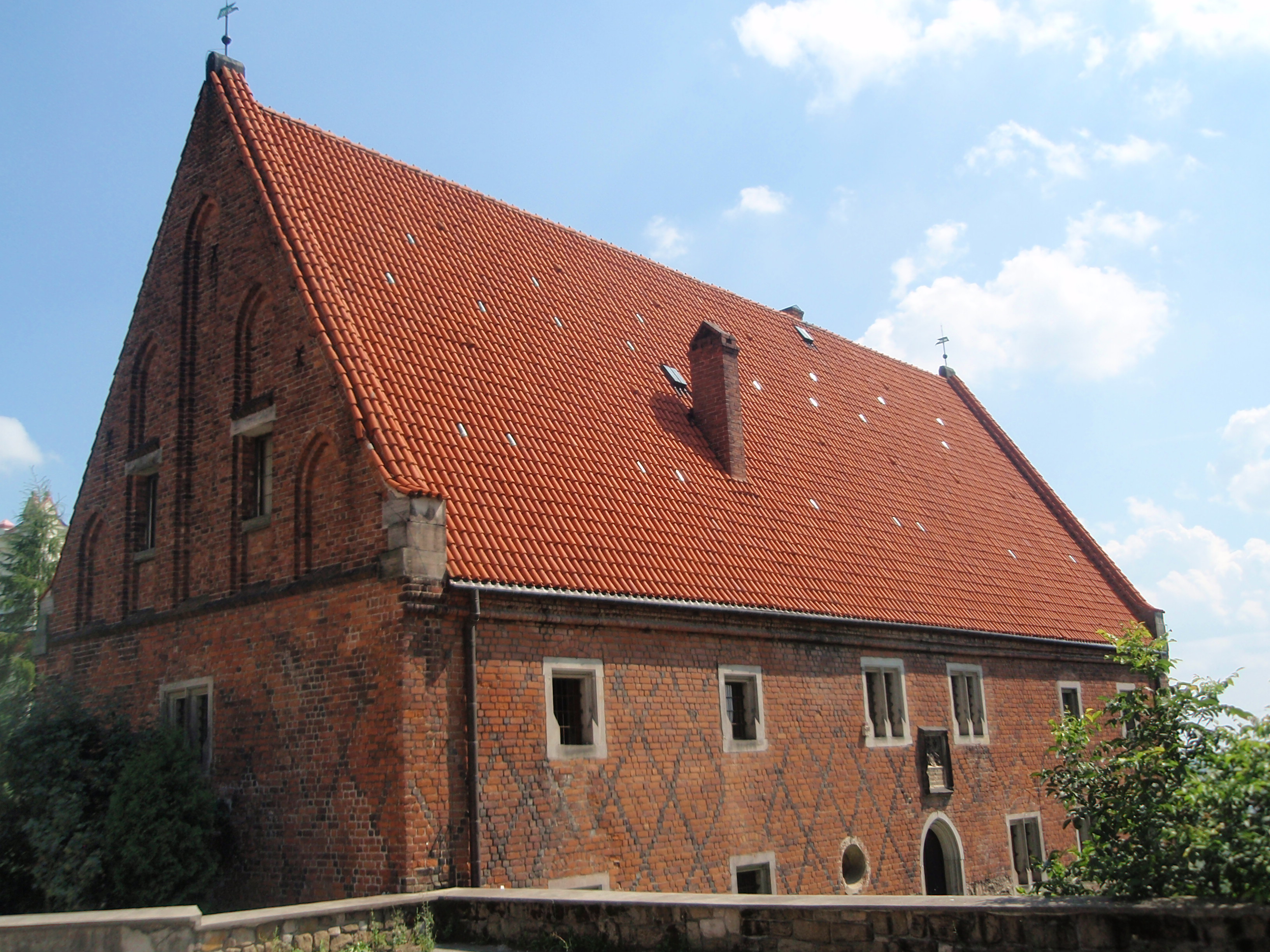
Dom Długosza – obecnie Muzeum Diecezjalne

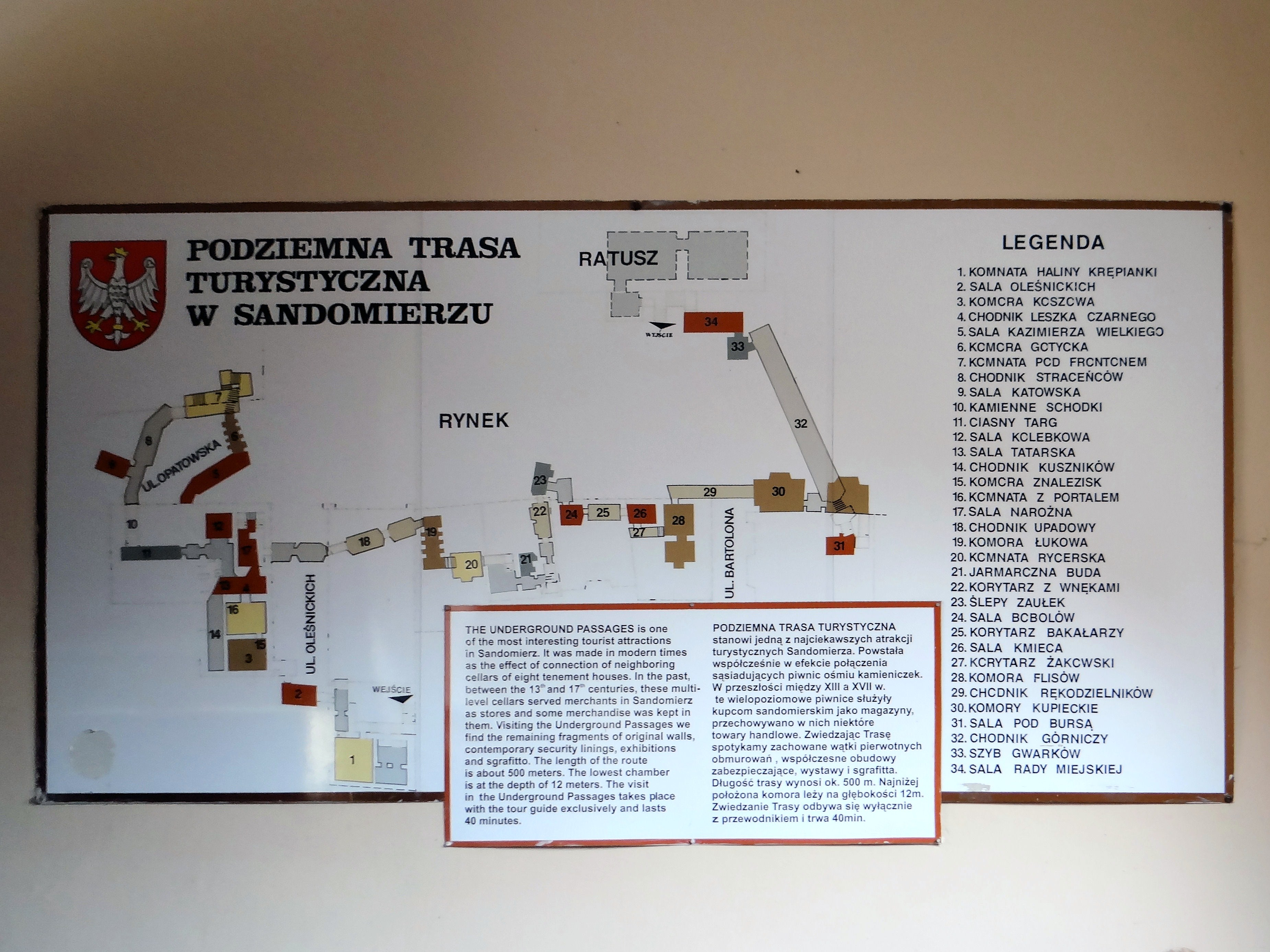
Schemat podziemnej trasy turystycznej na głębokości od 4 do 12 m poniżej poziomu miejskich ulic

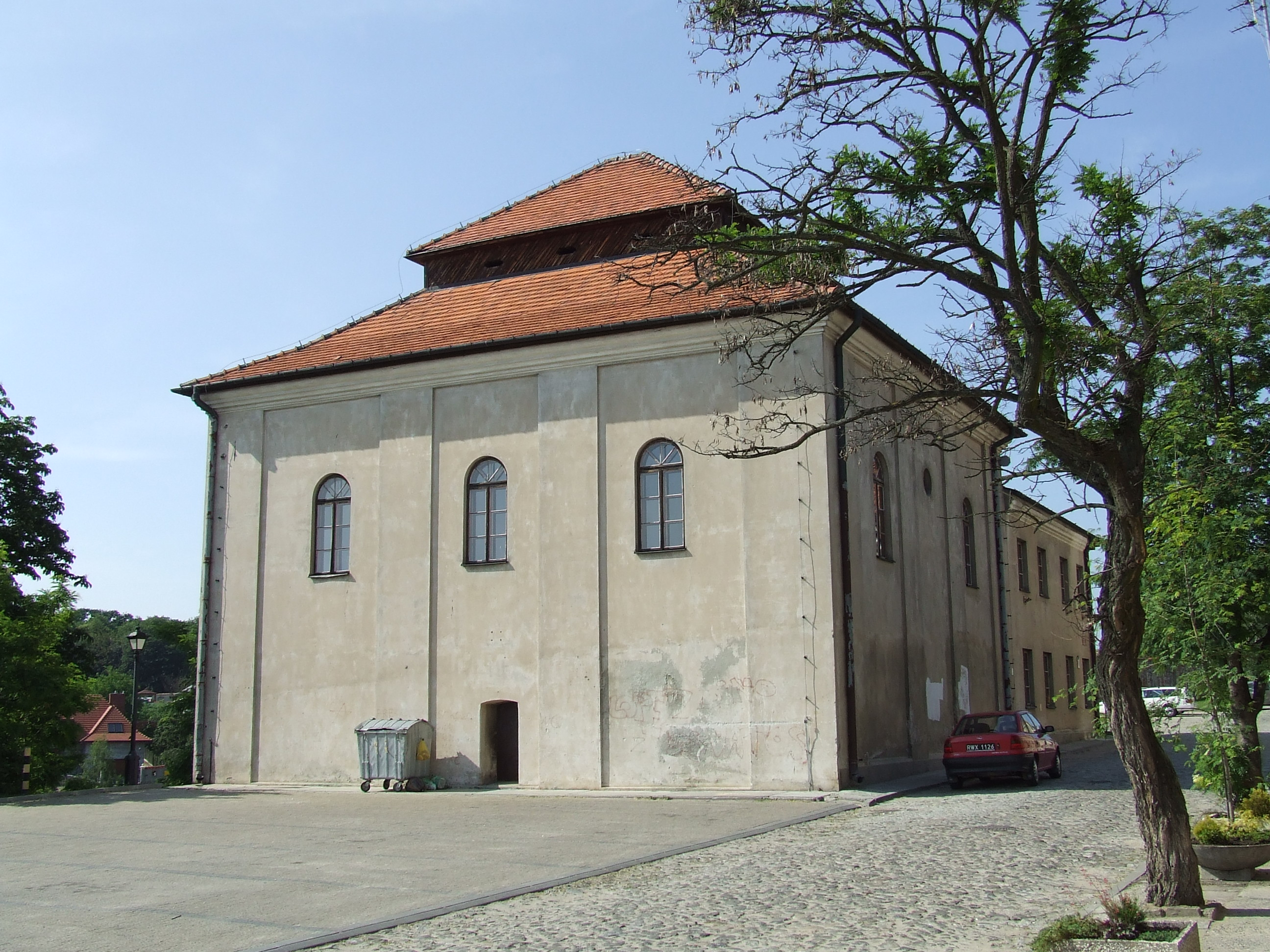
Synagoga z XVIII w.

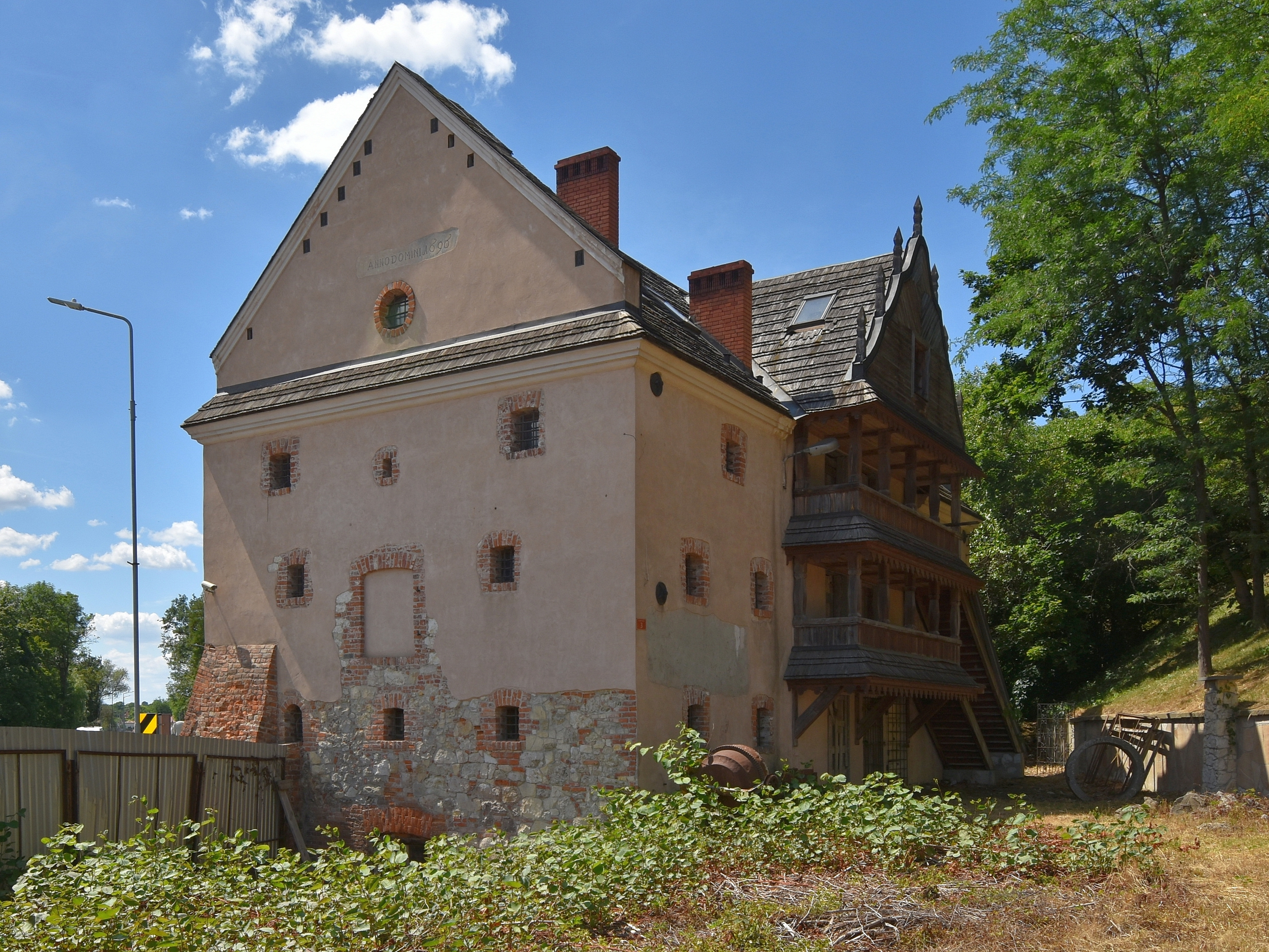
Spichlerz

## Zabytki rejestrowane
Poniżej przedstawione są sandomierskie zabytki chronione prawnie, czyli znajdujące się w rejestrze zabytków wojewódzkiego konserwatora zabytków.
- zespół urbanistyczno-architektoniczny i krajobrazowy, XIII-XIX,
- Bazylika katedralna Narodzenia NMP – gotycki halowy kościół z XIV w, przekryty sklepieniami krzyżowo-żebrowymi, wewnątrz zachowane polichromie z 1421 roku
  - dzwonnica, XVIII,
  - ogrodzenie murowano-żelbetowe, 2 poł. XIX
- zespół kościoła par. pw. św. Pawła, ul. Staromiejska, z 1. połowy XV, XVIII,
  - kościół Nawrócenia św. Pawła
  - dzwonnica
  - ogrodzenie z bramą
  - plebania, drewn. (nie istnieje)
- synagoga z domem gminy żydowskiej, ob. archiwum, ul. Basztowa,
- zespół klasztorny benedyktynek, ob. seminarium duchowne, ul. Żeromskiego, 2 poł. XVII – XVIII,
  - kościół św. Michała Archanioła
  - klasztor
  - dzwonnica
  - budynek furty klasztornej
- domek kapelana
  - kazalnica
  - ogród
  - ogrodzenie terenu klasztornego
  - seminarium niższe,
- zespół klasztorny dominikanów, ul. Staromiejska, 2 ćw. XIII, XVII, 1909,
  - kościół św. Jakuba – dominikański kościół zbudowany w latach 1226–1250 (sam kościół ufundowany już przed 1211), z fundacji Iwona Odrowąża. Trójnawowy, bazylikowy z późnoromańskim ceglanym portalem
  - dzwonnica
  - skrzydło klasztorne
- zespół szpitalny, ul. Opatowska 10, XV-XIX,
  - kościół pw. Świętego Ducha,
  - 2 budynki szpitalne,
- zespół klasztorny reformatów, pl. św. Wojciecha, 1679–1690, XVIII, XIX,
  - kościół św. Józefa
  - klasztor
  - mur z kapliczkami Męki Pańskiej i bramka
  - ogród klasztorny
  - ogrodzenie zespołu
- kolegium jezuickie Collegium Gostomianum, ul. Długosza 7, 1605-15, XIX, – jedna z najstarszych szkół średnich w Polsce, najstarsze skrzydło wybudowano w 1602 roku. Pierwotne kolegium jezuickie, funkcjonowało do kasaty zakonu w 1773 roku. Od tego czasu funkcjonowało jako szkoła świecka.
- zamek królewski, z XIV wieku, 1480, 1520, XIX, – zniszczony podczas potopu szwedzkiego w 1656, zachowane skrzydło zachodnie. Obecnie jest siedzibą muzeum
- cmentarz „katedralny”, ul. Mickiewicza, XIX-XX,
- cmentarz par. św. Pawła, ul. Staromiejska, XIX,
- cmentarz żydowski, ul. Sucha,
- cmentarz wojenny żołnierzy Armii Radzieckiej, ul. Mickiewicza, 1944,
- mogiła zbiorowa żołnierzy austriackich z 1914, ul. Leszka Czarnego,
- pozostałości murów obronnych, 1. połowa XIV,
- Brama Opatowska – gotycka brama wjazdowa do miasta z 2. połowy XIV wieku, przebudowana w XVI wieku, zwieńczona renesansową attyką. Fundowana przez króla Kazimierza Wielkiego, jedyna zachowana. Do Sandomierza prowadziły cztery bramy w murach obronnych: Opatowska, Zawichojska, Lubelska, Krakowska oraz dwie furty (zachowała się jedna – Dominikańska, nazywana Uchem Igielnym).
- Ratusz – gotycki, z połowy XIV wieku zbudowany na planie kwadratu z ośmioboczną wieżą. W XVI wieku rozbudowany (w planie do prostokąta), całość została zwieńczona renesansową attyką. Istniejąca obecnie wieża została postawiona w XVII wieku. Wokół Starego Rynku zachowane renesansowe kamienice (architektura). W 2006 NBP wyemitował monetę kolekcjonerską o nominale 2 zł z wizerunkiem ratusza.
- dworek, ul. Browarna 9, drewn., XVIII/XIX,
- Dworek Cypriana Strużyńskiego – zespół dworski przy ulicy Zawichojskiej 2, zbudowany w 1861 roku dla Matyldy i Cypriana Strużyńskich. Po gruntownej renowacji w pierwszej dekadzie XXI w. zespół hotelowy[1].
- mansjonaria „Dom Długosza” z lat 1476, XVII, 1934 (ul. Długosza 9). Budynek wzniesiony z fundacji Jana Długosza w 1476 roku, obecnie mieści się w nim Muzeum Diecezjalne
- sufraganówka, ul. Katedralna 1, 1792, po 1968,
- wikarówka, ul. Katedralna 3, 1747-60, XIX, po 1968,
- dworek, ul. Królowej Jadwigi 3, drewn., 1 poł. XIX,
- dom, ul. Mariacka 3,
- dom księży emerytów, ul. Mariacka 9, 1700–1724, XIX,
- kanonia, ul. Mariacka 10, XVIII, po 1968,
- „Dom Katolicki”, ul. Mariacka 16,
- dawna szkoła parafialna, ul. Mariacka 18, 1787, po 1968,
- dom, ul. Opatowska 1,
- dom, ul. Opatowska 8,
- dom, ul. Opatowska 9, XVIII,
- dom, ul. Opatowska 21,
- dom, pl. Poniatowskiego 1, XV-XVIII,
- klasztor dominikanów, ob. Urząd Miasta, pl. Poniatowskiego 3, XVII-XIX,
- dom, Rynek 3,
- dom, Rynek 4,
- konwikt Bobolów, Rynek 5, XV-XVII-XIX,
- dom, Rynek 6, poł. XIX, XX,
- dom, Rynek 7, poł. XIX, XX,
- dom, Rynek 8, poł. XIX,
- dom, Rynek 9, XVII, XIX, XX,
- Kamienica Oleśnickich, Rynek 10, z przełomu XVI/XVII wieku, remontowana w 1955-58. W kamienicy znajduje się wejście do Podziemnej Trasy Turystycznej „Lochy Sandomierskie” (p. niżej).
- Trasa podziemna „Lochy Sandomierskie”
- odwach, Rynek 12, poł. XIX,
- dom, Rynek 15, 2 ćw. XIX,
- dom, Rynek 20, XVII, XIX,
- dom, Rynek 22, XVII, XVIII-XX,
- dom „Greka Kojszora”, Rynek 23, XVI/XVII, XIX-XX,
- dom „Węgra Lazarczyka”, Rynek 27, XVI/XVII, XIX-XX,
- dom, Rynek 30, XVIII, po 1967,
- dom, Rynek 31, XVII-XVIII, 2 poł. XIX, 1969,
- dworek, ul. Świętopawelska 4, drewn., XIX
- dom, ul. Tkacka 2, 1886,
- dworek, ul. Zawichojska 2,
- dom, ul. Żeromskiego 9, 1914,
- spichrz, przebudowany w XX wieku, z 1696 roku, wybudowany na potrzeby Bazyliki Katedralnej (ul. Rybitwy 5),
- budynek dawnych koszar Sandomierskiej Straży Granicznej,
- latarnia chocimska na ul. Lubelskiej,
- latarnia chocimska na ul. Zawichojskiej

## Zabytki niezachowane
- Brama Krakowska
- Brama Lubelska (Rybacka)
- Brama Zawichojska z XVI wieku. Składała się z półokrągłego barbakanu i z przejazdu przebitego w istniejącej wcześniej baszcie prostokątnej. Rozebrana w XIX wieku.
- Stary cmentarz żydowski
- Furta Dominikańska w zachodniej części miasta
- Mury obronne o długości 1700 metrów z basztami
- Kościół św. Marii Magdaleny
- Kościół św. Piotra
- Kościół św. Jana